# La Neuve-Lyre
La Neuve-Lyre é uma comuna francesa na região administrativa da Normandia, no departamento de Eure. Estende-se por uma área de 2,85 km². Em 2010 a comuna tinha 581 habitantes (densidade: 203,9 hab./km²).